# وزارة الدفاع (العراق)

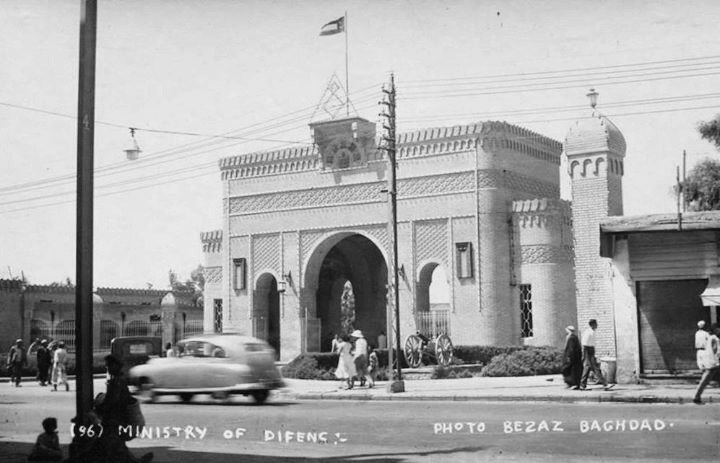
بوابة وزارة الدفاع في ثلاثينات القرن العشرين

وزارة الدفاع العراقية هي المؤسسة العسكرية الوطنية التي تتحمل مسؤولية الدفاع عن حدود البلاد وحماية الشعب ومصالحه من التهديدات الخارجية والداخلية بالتضامن والتعاون مع المؤسسات الحكومية الأخرى.

## السلطة
تسيطر وزارة الدفاع على جميع القوات المسلحة العراقية، والقوة البرية العراقية (التي تسيطر على الجيش)، والقوات الخاصة العراقية ، والقوة البحرية العراقية والقوة الجوية العراقية.

## التاريخ
تم حل الوزارة بموجب الأمر رقم 2 الصادر عن سلطة الائتلاف المؤقتة في منتصف عام 2003. وقد أعيد تأسيسها رسميا بموجب أمر سلطة الائتلاف المؤقتة رقم 67 المؤرخ 22 آذار 2004. وفي الفترة الانتقالية، كان مكتب الشؤون الأمنية التابع لسلطة الائتلاف المؤقتة بمثابة وزارة الدفاع بحكم الأمر الواقع.
ويوجه مكتب مكافحة الإرهاب العراقي القيادة العراقية لمكافحة الإرهاب، وهي قوة عسكرية أخرى مسؤولة مباشرة أمام رئيس وزراء العراق. وحتى يوم 30 حزيران 2009، كانت هناك تشريعات جارية لمدة سنة لجعل مكتب مكافحة الإرهاب العراقي وزارة مستقلة.

## وزير الدفاع
شغل منصب وزير الدفاع، في الحكومة العراقية السابقة التي تمت الموافقة عليها في 21 كانون الأول/ديسمبر 2010، رئيس الوزراء نوري المالكي بالوكالة.لاحقا، شغل المنصب سعدون الدليمي من 2011 إلى 2014، وخالد العبيدي من 2014 إلى 2016 وعرفان الحيالي من 2016 إلى 2018 وشغل منصب وزير الدفاع من 2019 إلى 2020 نجاح الشمري، وكذلك شغلها من مايو 2020 إلى 27 أكتوبر 2022 الفريق جمعة عناد سعدون، وكان ذلك في فترة رئاسة مصطفى الكاظمي، أما حالياً يشغل منصب وزير الدفاع ثابت محمد سعيد، في حكومة محمد شياع السوداني.
وكان وزير الدفاع السابق، الفريق عبد القادر محمد جاسم العبيدي، ضابطا عسكريا سنيا مستقل سياسيا. كانت لديه خبرة محدودة ووواجه عددا من العقبات التي تعوق إدارته.[بحاجة لمصدر]
في 19 سبتمبر 2005، ذكرت صحيفة الإندبندنت أن ما يقرب من 1,000,000,000 $ قد سرقت من قبل كبار مسؤولين وزارة الدفاع بما في ذلك حازم شعلان وزياد قطان
أما اخر وزراء الدفاع في ظل نظام صدام حسين فهو سلطان هاشم، وكان أول وزير دفاع عراقي هو جعفر العسكري (1920-1922).

## قائمة وزراء الدفاع

### وزراء الدفاع (1921-1958)
| الاسم | الاسم              | صورة | مدة عضوية      | مدة عضوية      | حزب سياسي | رئيس الوزراء | رئيس الوزراء               |
| ----- | ------------------ | ---- | -------------- | -------------- | --------- | ------------ | -------------------------- |
|       | جعفر العسكري       |      | 23 أكتوبر 1920 | 16 نوفمبر 1922 |           |              | عبد الرحمن الكيلاني النقيب |
|       | نوري السعيد        |      | 20 نوفمبر 1922 | 2 أغسطس 1924   |           |              |                            |
|       | ياسين الهاشمي      |      | 2 أغسطس 1924   | 2 يونيو 1925   |           |              |                            |
|       | نوري السعيد        |      | 26 يونيو 1925  | 8 يناير 1928   |           |              |                            |
|       | عبد المحسن السعدون |      | 14 يناير 1928  | 20 يناير 1929  |           |              |                            |
|       | محمد أمين زكي      |      | 28 أبريل 1929  | 25 أغسطس 1929  |           |              |                            |
|       | نوري السعيد        |      | 19 سبتمبر 1929 | 19 مارس 1930   |           |              |                            |
|       | جعفر العسكري       |      | 23 مارس 1930   | 27 أكتوبر 1932 |           |              |                            |
|       | رشيد الخوجة        |      | 3 نوفمبر 1932  | 18 مارس 1933   |           |              |                            |
|       | جلال بابان         |      | 20 مارس 1933   | 28 أكتوبر 1933 |           |              |                            |

### وزراء الدفاع (1958-1968)
| الاسم | الاسم              | صورة | مدة عضوية      | مدة عضوية      | حزب سياسي                                               | رئيس | رئيس              |
| ----- | ------------------ | ---- | -------------- | -------------- | ------------------------------------------------------- | ---- | ----------------- |
|       | عبد الكريم قاسم    |      | 14 يوليو 1958  | 8 فبراير 1963  | مستقل                                                   |      | محمد نجيب الربيعي |
|       | صالح مهدي عماش     |      | 8 فبراير 1963  | 10 نوفمبر 1963 | حزب البعث العربي الاشتراكي (حزب البعث العربي الاشتراكي) |      | عبد السلام عارف   |
|       | حردان التكريتي     |      | 10 نوفمبر 1963 | 2 مارس 1964    |                                                         |      | عبد السلام عارف   |
|       | طاهر يحيى          |      | 2 مارس 1964    | 3 سبتمبر 1965  | الاتحاد الاشتراكي العربي                                |      | عبد السلام عارف   |
|       | عارف عبد الرزاق    |      | 6 سبتمبر 1965  | 16 سبتمبر 1965 | الاتحاد الاشتراكي العربي                                |      | عبد السلام عارف   |
|       | عبد العزيز العقيلي |      | 21 سبتمبر 1965 | 18 أبريل 1966  |                                                         |      | عبد السلام عارف   |
|       | شاكر محمود شكري    |      | 18 أبريل 1966  | 17 يوليو 1968  |                                                         |      | عبد الرحمن عارف   |

### وزراء الدفاع (1968-2003)
| الاسم | الاسم                       | صورة | مدة العضوية    | مدة العضوية    | حزب سياسي                | الرئيس | الرئيس         |
| ----- | --------------------------- | ---- | -------------- | -------------- | ------------------------ | ------ | -------------- |
|       | إبراهيم عبد الرحمن داود     |      | 17 يوليو 1968  | 30 يوليو 1968  | مستقل                    |        | أحمد حسن البكر |
|       | حردان التكريتي              |      | 30 يوليو 1968  | أبريل 1970     | حزب البعث (منطقة العراق) |        | أحمد حسن البكر |
|       | حماد شهاب                   |      | أبريل 1970     | 30 يونيو 1973  | حزب البعث (منطقة العراق) |        | أحمد حسن البكر |
|       | عبد الله الخضيري (بالوكالة) |      | 30 يونيو 1973  | 11 نوفمبر 1974 | حزب البعث (منطقة العراق) |        | أحمد حسن البكر |
|       | أحمد حسن البكر              |      | 11 نوفمبر 1974 | 15 أكتوبر 1977 | حزب البعث (منطقة العراق) |        | أحمد حسن البكر |
|       | عدنان خير الله              |      | 15 أكتوبر 1977 | 4 مايو 1989    | حزب البعث (منطقة العراق) |        | صدام حسين      |
|       | عبد الجبار شنشل             |      | 4 مايو 1989    | 1990           | حزب البعث (منطقة العراق) |        | صدام حسين      |
|       | سعدي طعمة عباس              |      | 1990           | 1991           | حزب البعث (منطقة العراق) |        | صدام حسين      |
|       | علي حسن المجيد              |      | 1991           | 1995           | حزب البعث (منطقة العراق) |        | صدام حسين      |
|       | سلطان هاشم أحمد             |      | 1995           | 2003           | حزب البعث (منطقة العراق) |        | صدام حسين      |

### وزراء الدفاع (2003-حتى الآن)
| الاسم | الاسم              | صورة | مدة العضوية    | مدة العضوية    | حزب سياسي              | رئيس الوزراء | رئيس الوزراء       |
| ----- | ------------------ | ---- | -------------- | -------------- | ---------------------- | ------------ | ------------------ |
|       | علي علاوي          |      | أبريل 2004     | يونيو 2004     | مستقل                  |              | إياد علاوي         |
|       | حازم الشعلان       |      | يونيو 2004     | 1 يونيو 2005   | المؤتمر الوطني العراقي |              | إياد علاوي         |
|       | سعدون الدليمي      |      | 1 يونيو 2005   | 6 مارس 2006    | مستقل                  |              | إبراهيم الجعفري    |
|       | عبد القادر العبيدي |      | 6 مارس 2006    | 21 ديسمبر 2010 | مستقل                  |              | نوري المالكي       |
|       | نوري المالكي       |      | 21 ديسمبر 2010 | 17 أغسطس 2011  | ائتلاف دولة القانون    |              | نوري المالكي       |
|       | سعدون الدليمي      |      | 17 أغسطس 2011  | أكتوبر 2014    | ائتلاف وحدة العراق     |              | نوري المالكي       |
|       | خالد العبيدي       |      | أكتوبر 2014    | أغسطس 2016     | ائتلاف وحدة العراق     |              | حيدر العبادي       |
|       | عرفان الحيالي      |      | يناير 2017     | يونيو 2019     | ائتلاف وحدة العراق     |              | حيدر العبادي       |
|       | نجاح الشمري        |      | يونيو 2019     | مايو 2020      |                        |              | عادل عبد المهدي    |
|       | جمعة عناد          |      | مايو 2020      |                |                        |              | مصطفى الكاظمي      |
|       | ثابت محمد سعيد     |      | 27 أكتوبر 2022 | حتى الان       | ائتلاف دولة القانون    |              | محمد شياع السوداني |

## وصلات خارجية
- الموقع الرسمي لوزارة الدفاع العراقية
- الصفحة الرسمية وزارة الدفاع العراقية على فيس بوك
- الصفحة الرسمية لوزارة الدفاع العراقية على يوتيوب
- الصفحة الرسمية لوزارة الدفاع العراقية على تويتر